# Canet de Mar
Canet de Mar là một đô thị ở ’’comarca’’ Maresme
Catalonia, Tây Ban Nha. Đô thị này nằm giữa Arenys de Mar và Sant Pol de Mar.

## Biến động dân số
| 1900 | 1930 | 1950 | 1970 | 1986 | 2007   |
| ---- | ---- | ---- | ---- | ---- | ------ |
| 2899 | 4892 | 4831 | 6556 | 8667 | 13,181 |